# Пильки
Пильки (укр. Пильки) — село в Изяславском районе Хмельницкой области Украины.
Население по переписи 2001 года составляло 151 человек. Почтовый индекс — 30365. Телефонный код — 3852. Занимает площадь 0,806 км². Код КОАТУУ — 6822187204.

## Местный совет
30365, Хмельницкая обл., Изяславский р-н, с. Тележинцы, ул. Гагарина, 1